# (1112) Полония
(1112) Полония (лат. Polonia) — медленновращающийся астероид главного пояса, который принадлежит к светлому спектральному классу S. Он был открыт 15 августа 1928 года советским астрономом Пелагеей Шайн в Симеизской обсерватории и назван в честь Польши.

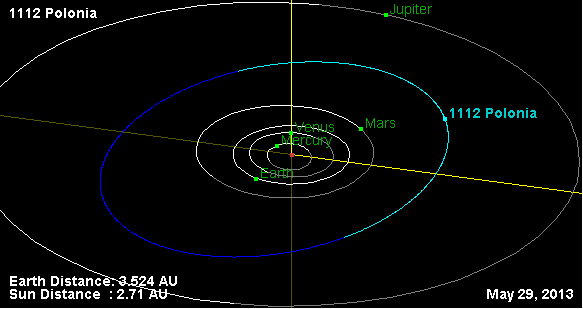
Орбита астероида Полония и его положение в Солнечной системе